# Fiat 309
Il Fiat 309 è un modello di autobus prodotto dalla divisione specifica dell'azienda italiana Fiat Veicoli Industriali dal 1958. È stato lanciato per rimpiazzare il Fiat 642RN, derivato dall'omonimo autocarro; come nel caso del 306,  anche il 309 fu progettato ex novo e non come carrozzamento del telaio di un camion.
La produzione del 309 cessa nel 1970, sostituito dal 308.

## Carrozzerie
Il Fiat 309 era disponibile nella versione da 9 metri, con allestimento di linea e gran turismo.
La Fiat ne propose una versione con carrozzeria originale, prodotta nello stabilimento Cansa di Cameri e molto diffusa.
Oltre a questa opzione il 309 era disponibile sotto forma di telaio destinato a carrozzieri esterni alla stessa Fiat, per versioni di linea e gran turismo. In particolare è stato carrozzato da Carrozzeria Orlandi, Dalla Via, Portesi, De Simon, Bianchi, Pietroboni e soprattutto Officine Padane e Menarini

## Motorizzazioni
I primi "309" avevano meccanica derivata dall'autocarro Fiat 642 (con riduttore) ed erano denominati 309.
Dal 1963 venne montata la meccanica derivata dall'autocarro Fiat 643: la denominazione divenne 309/1.
- Motore Fiat 220/H: 6 cilindri in linea a sogliola, con cilindrata di 9161 cm³ ed erogante 153 cv di potenza. Il cambio era a 5 marce.

## Diffusione
Il 309 ha avuto una notevole diffusione in Italia sia in versione interurbana che nella versione gran turismo.